# Narcissus jonquilla
Narcissus jonquilla là một loài thực vật có hoa trong họ Amaryllidaceae. Loài này được Carl von Linné mô tả khoa học đầu tiên năm 1753.
Đây là loài bản địa Tây Ban Nha và Bồ Đào Nha, nhưng nay đã được trồng ở nhiều khu vực khác: Pháp, Ý, Thổ Nhĩ Kỳ, Nam Tư cũ, Madeira, British Columbia, Utah, Illinois, Ohio, và đông nam nước Mỹ từ Texas đến Maryland.

## Hình ảnh

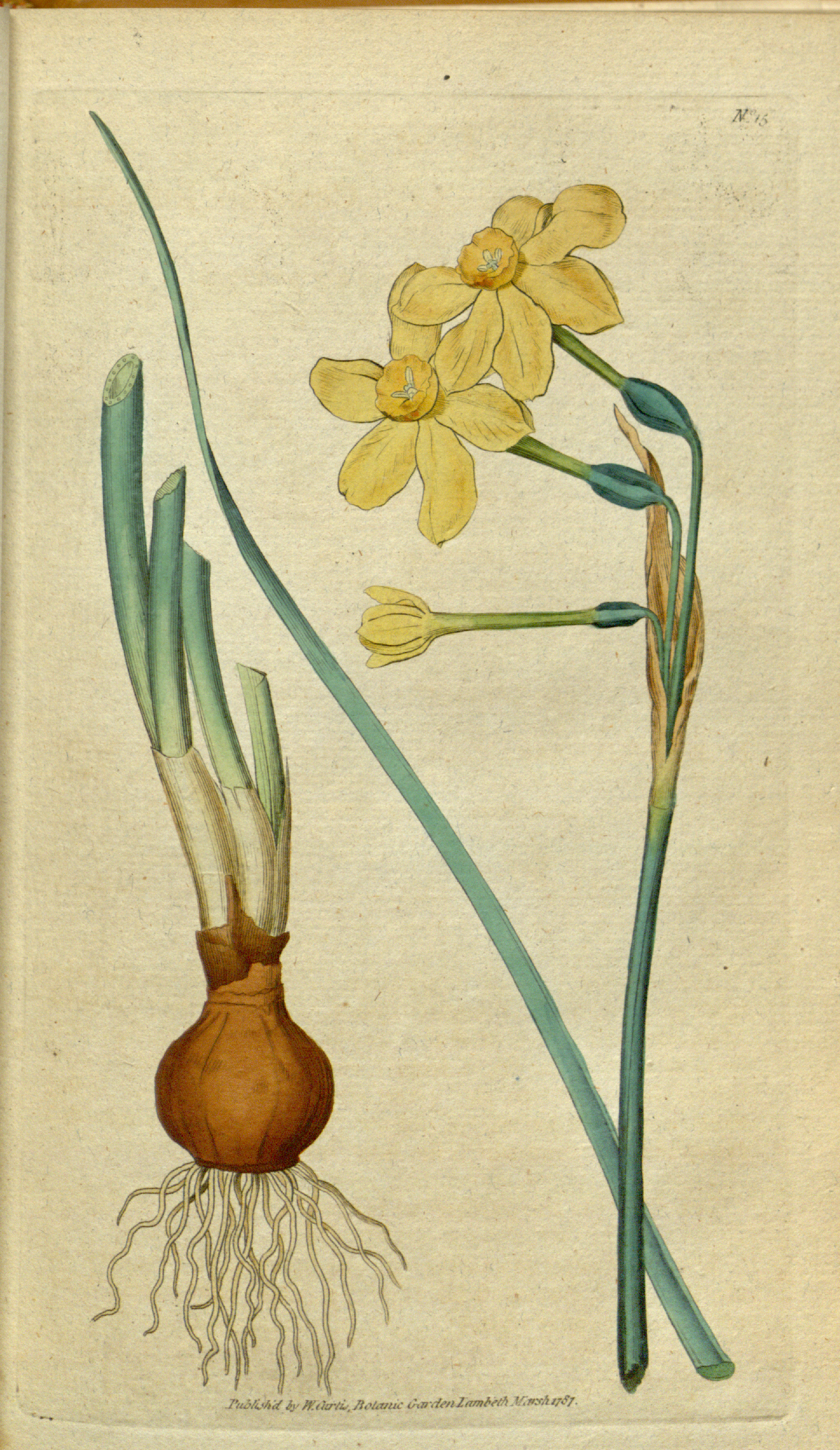
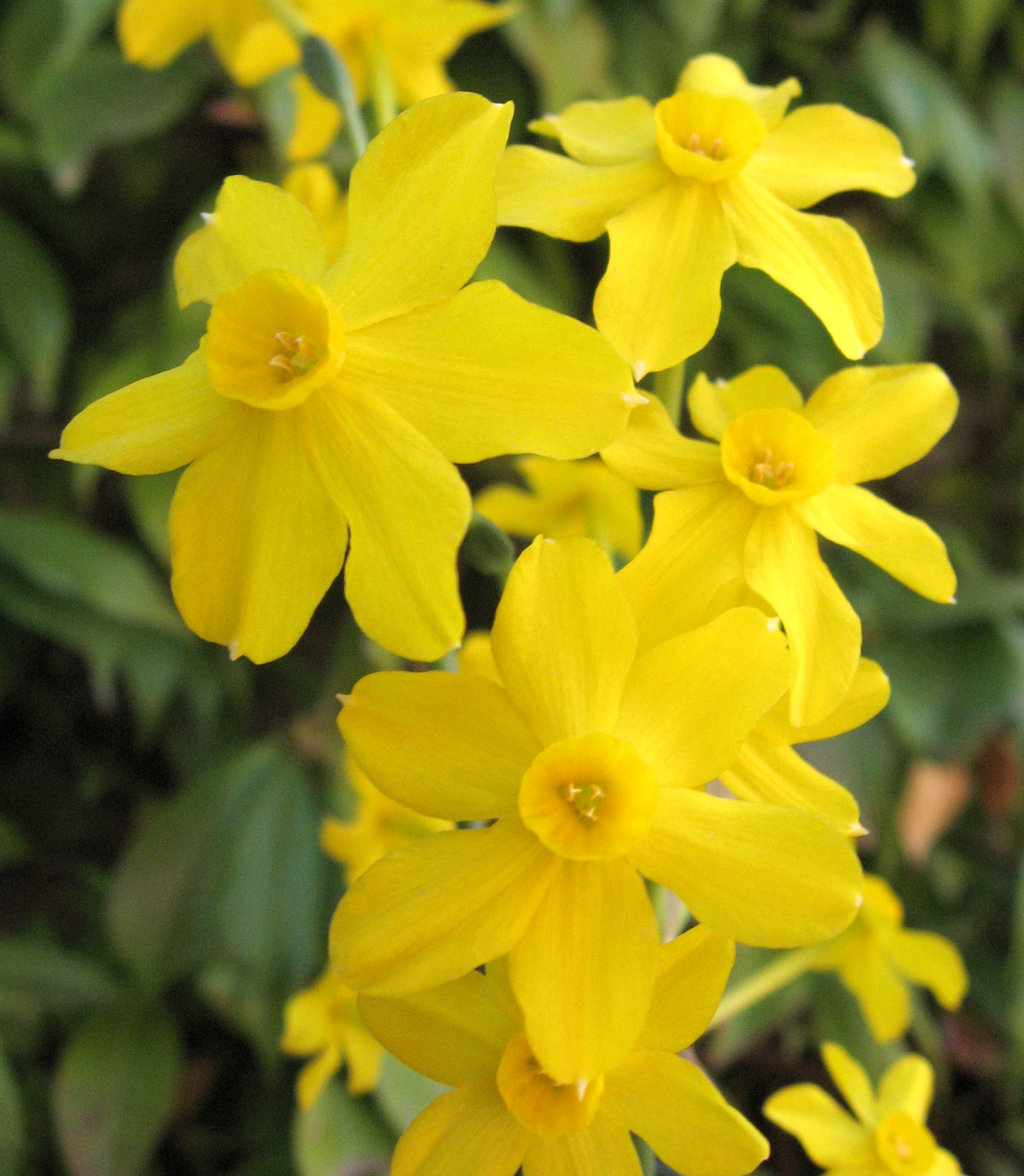
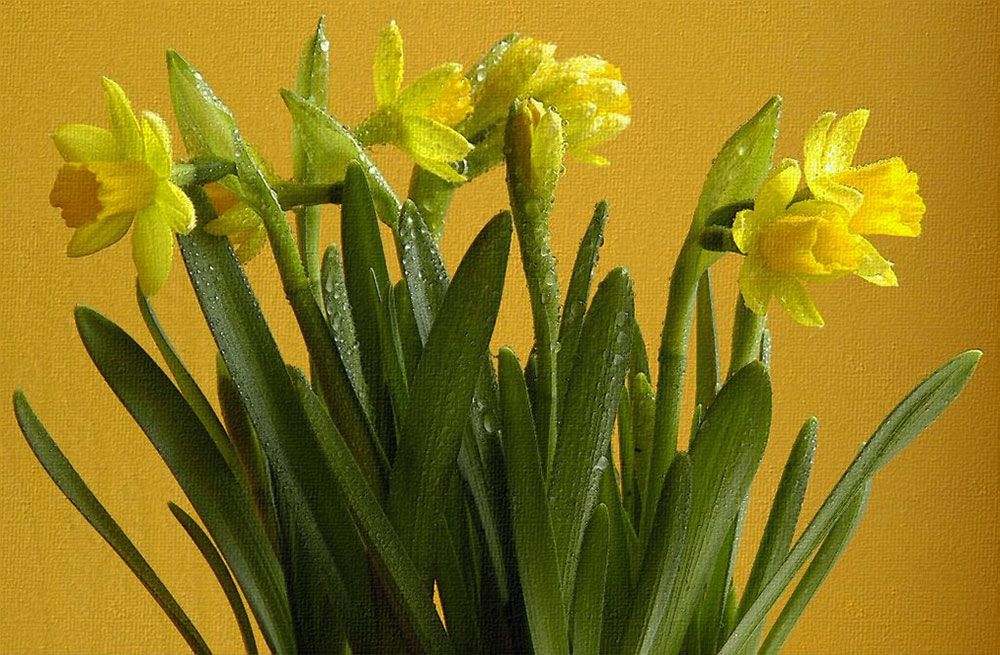
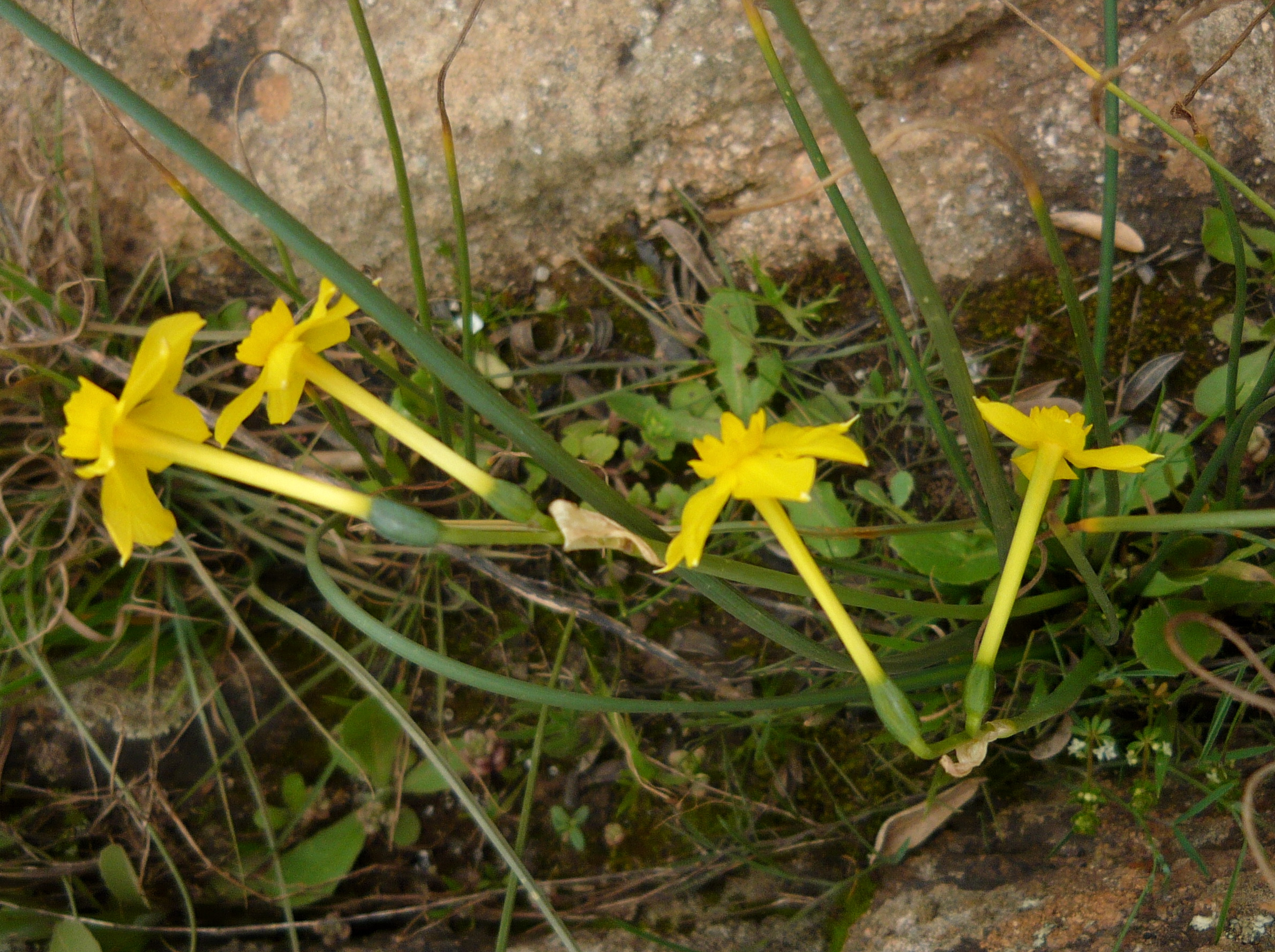